# Anisacanthus
Anisacanthus es un género de plantas con flores perteneciente a la familia Acanthaceae. El género tiene 33 especies descritas y de estas, solo 18 aceptadas, de hierbas naturales del sudoeste de Estados Unidos y México.

## Descripción
Son arbustos, que alcanzan un tamaño de hasta 3 m de alto; tallos jóvenes cuadrado-surcados, glabros excepto en los nudos. Hojas ovadas, de 2.7–7.5 cm de largo y 0.9–2.5 cm de ancho, ápice acuminado, base obtusa, márgenes enteros a ligeramente undulados, glabras; pecíolos hasta de 2.7 cm de largo. Inflorescencias en forma de espigas de hasta 2.5 cm de largo, brácteas linear-subuladas, con bractéolas similares; sépalos 5, iguales, subulados, 9–13 mm de largo y 0.7–1 mm de ancho, puberulento-glandulares; corola débilmente bilabiada. Frutos claviformes, 15–17 mm de largo y 6–8 mm de ancho, tuberculados.

## Taxonomía
El género fue descrito por Christian Gottfried Daniel Nees von Esenbeck y publicado en Linnaea 16(3): 307–308. 1842. La especie tipo es: Anisacanthus quadrifidus Standl.
Etimología
Anisacanthus: nombre genérico que deriva de las palabras griegas: ανισος (anisos), que significa "desigual", y ακανθος (acanthos), que significa "aguijón, espina".

## Especies deAnisacanthus
- Anisacanthus abditus Brandegee
- Anisacanthus andersonii T.F. Daniel
- Anisacanthus boliviensis Nees
- Anisacanthus brasiliensis Lindau
- Anisacanthus caduciflorus (Griseb.) Ariza
- Anisacanthus caducifolius Lindau
- Anisacanthus glaberrimus M.E. Jones
- Anisacanthus gonzalezii Greenm.
- Anisacanthus greggii A. Gray
- Anisacanthus insignos A. Gray
- Anisacanthus juncea Hemsl.
- Anisacanthus linearis (S.H.Hagen) Henrickson
- Anisacanthus malmei Lindau
- Anisacanthus nicaraguensis L.H. Durkee
- Anisacanthus ochoterenae Miranda
- Anisacanthus pohlii Lindau
- Anisacanthus puberulus (Torr.) Henrickson
- Anisacanthus pumilus Nees
- Anisacanthus quadrifidus Standl.
- Anisacanthus ramosissimus (Moric.) V.M.Baum
- Anisacanthus ruber Lindau
- Anisacanthus secundus Leonard
- Anisacanthus stramineus Barneby
- Anisacanthus tetracaulis Leonard
- Anisacanthus thurberi A. Gray
- Anisacanthus trilobus Lindau
- Anisacanthus tulensis Greenm.
- Anisacanthus virgularis Nees
- Anisacanthus wrightii A. Gray